# 灰头钩嘴鹛
灰头钩嘴鹛（学名：Pomatorhinus schisticeps），是画眉科钩嘴鹛属的一种，分布于不丹、孟加拉国、老挝、越南、印度、泰国、缅甸、尼泊尔和柬埔寨。该物种的保护状况被评为无危。
灰头钩嘴鹛的平均体重约为43.0克。栖息地包括亚热带或热带的湿润低地林、亚热带或热带的（低地）干草原、亚热带或热带的（低地）湿润疏灌丛和亚热带或热带的湿润山地林。